# پنجمین دوره کتاب سال جمهوری اسلامی ایران
مراسم پنجمین دوره کتاب سال جمهوری اسلامی ایران در بهمن ۱۳۶۶ در تهران برگزار شد.

## آثار منتخب
| الامثال و الحکم المستخرجه فی نهج البلاغه                                                | شیخ محمد غروی                                 |                             |                               | اسلامی (وابسته به جامعه مدرسین حوزه علمیه قم)                | ۱۳۶۵ | برگزیده | حدیث                           |
| مستدرک الوسائل و مستنبط المسائل                                                         | حاج میرزا حسن نوری طبرسی                      |                             | مؤسسه آل البیت لا حیاء التراث | مؤسسه آل البیت لا حیاء التراث                                | ۱۳۶۵ | برگزیده | حدیث                           |
| المذهب البارع فی شرح المختصر النافع جزء اول                                             | جمال الدین ابولعباس احمد بن محمد بن فهد الحلی |                             | شیخ مجتبی عراقی               | مؤسسه انتشارات اسلامی (وابسته به جامعه مدرسین حوزه علمیه قم) | ۱۳۶۵ | برگزیده | فقه و اصول                     |
| زندگانی علی بن الحسین                                                                   | سید جعفر شهیدی                                |                             |                               | دفتر نشر فرهنگ اسلامی                                        | ۱۳۶۵ | برگزیده | تاریخ اسلام                    |
| جغرافیای اجتماعی شهرها (اکولوژی اجتماعی شهرها)                                          | حسین شهودی                                    |                             |                               | بخش فرهنگی دفتر مرکزی جهاد دانشگاهی                          | ۱۳۶۵ | برگزیده | جغرافیای انسانی                |
| الاعلاق النفیسه                                                                         | احمد بن عمر بن رسته                           | حسین قره‌چانلو               |                               | امیر کبیر                                                    | ۱۳۶۵ | برگزیده | جغرافیای طبیعی                 |
| شرم                                                                                     | سلمان رشدی                                    | مهدی سحابی                  |                               | تندر                                                         | ۱۳۶۵ | برگزیده | نثر معاصر                      |
| زیباترین آواز با نقاشی نیره تقوی                                                        | شکوفه تقی                                     |                             |                               | کانون پرورش فکری کودکان و نوجوانان                           | ۱۳۶۵ | برگزیده | هنر و ادبیات کودکان و نوجوانان |
| روز تنهایی من                                                                           | محمد میر کیانی                                |                             |                               | برگ                                                          | ۱۳۶۵ | برگزیده | هنر و ادبیات کودکان و نوجوانان |
| زبان‌های خاموش                                                                           | یوهانس فریدریش                                | یدالله ثمره، بدرالزمان قریب |                               | مؤسسه مطالعات و تحقیقات فرهنگی                               | ۱۳۶۵ | برگزیده | زبان‌شناسی                      |
| شیمی آلی آزمایشگاهی (ارگانیکم) جلد اول                                                  | شوتلیک                                        | محمدرضا یزدانبخش            |                               | مرکز نشر دانشگاهی                                            | ۱۳۶۵ | برگزیده | شیمی                           |
| مکانیک خاک (جلد اول)                                                                    | کامبیز بهنیا، امیرمحمد طباطبایی               |                             |                               | مؤسسه انتشارات و چاپ دانشگاه تهران                           | ۱۳۶۵ | برگزیده | مکانیک مهندسی                  |
| ریسندگی چرخانه‌ای                                                                        | هوشمند بهزادان، ابوالقاسم طاهری عراقی         |                             |                               | مرکز نشر دانشگاهی                                            | ۱۳۶۵ | برگزیده | صنایع مهندسی                   |
| مهندسی ارتباطات دور                                                                     | راجرل فریمن                                   | وحید طباطباوکیلی            |                               | مرکز نشر دانشگاهی                                            | ۱۳۶۵ | برگزیده | فنی و مهندسی                   |
| آفات فراورده‌های انباری و روش‌های مبارزه جلد ۱: سخت‌بالپوشان زیان‌آور محصولات غذایی و صنعتی | ابراهیم باقری زنوز                            |                             |                               | مرکز نشر سپهر                                                | ۱۳۶۵ | برگزیده | کشاورزی                        |
| حسابداری اقتصادی                                                                        | حسن گلریز                                     |                             |                               | پیشبرد                                                       | ۱۳۶۵ | برگزیده | اقتصاد                         |
| فرهنگ لاروس (عربی به فارسی)                                                             | خلیل جرّ                                       | سید احمد طبیبیان            |                               | امیر کبیر                                                    | ۱۳۶۵ | برگزیده |                                |